# پنکیک سیب‌زمینی
پنکیک سیب‌زمینی یک خوراک سبک و ساده است که در اروپای شرقی و مرکزی معمولاً برای صبحانه و با سمتانا، پنیر تازه، شکر، یا پورهٔ سیب نیز سرو می‌شود.
در روسیه، اوکراین، چک، آلمان، سوییس، اتریش و… پنکیک سیب‌زمینی با نام‌های دیگر، از جمله درانیکی در بلاروسی یا « گامجا-جئون » در کرهای هم شناخته می‌شود. در سنّت ِیهودیان ِ اروپای مرکزی به آن «لاتکِه» نیز گفته می‌شود.

## ترکیبات
مواد تشکیل دهنده :سیب زمینی
- تخم مرغ
- پیاز
- فلفل
- پای خوری
- نمک
- روغن آفتاب گردان[۱]